# Amnesty International UK Media Awards
Amnesty International UK Media Awards é uma premiação concedido para jornalistas pelas ações em defesa dos direitos humanos, prêmio dado pela Anistia Internacional.